# 식전주

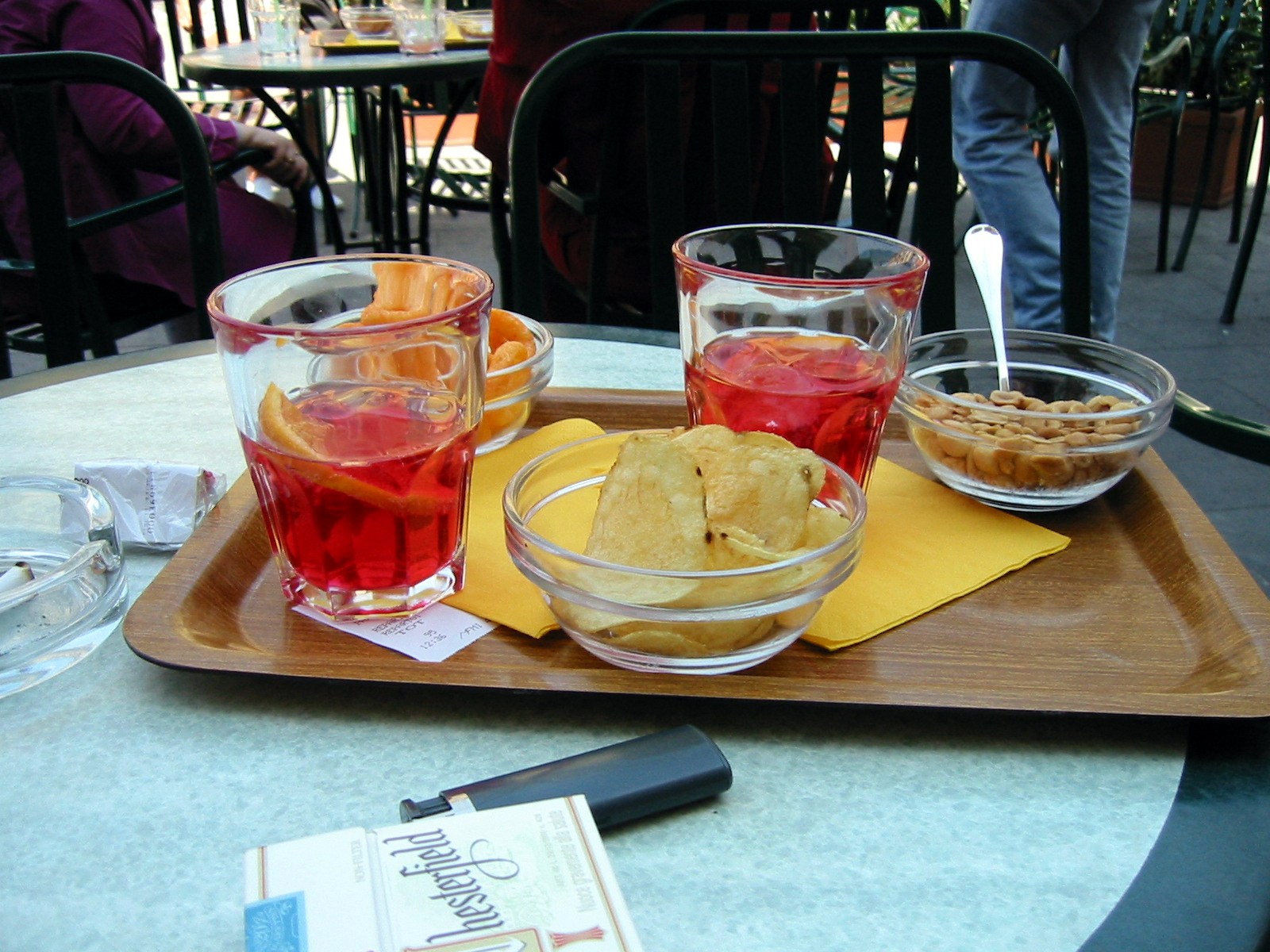
식전주 캄파리를 감자칩, 땅콩과 함께 먹는다.

식전주(食前酒) 또는 아페리티프(프랑스어: apéritif, IPA: [a.pe.ʁi.tif])는 식사 전에 마시는 술이다. 보통 식욕을 자극하기 위해 식사 전에 제공된다. 식후주가 소화를 도와주려는 목적을 가지는것을 볼 때 정반대의 목적을 가졌다. 식전주는 그 개념을 확장하면 식사 전에 마시는 술이라 할 수 있다. 모든 음식에 식전주가 곁들여질수 있으며 아무즈 부슈나 크래커, 치즈, 올리브 등과 함께 제공되기도 한다. 프랑스어에서 유래한 이 단어는 라틴어로 '열다'를 의미하는 동사aperire에서 유래했다.

## 역사

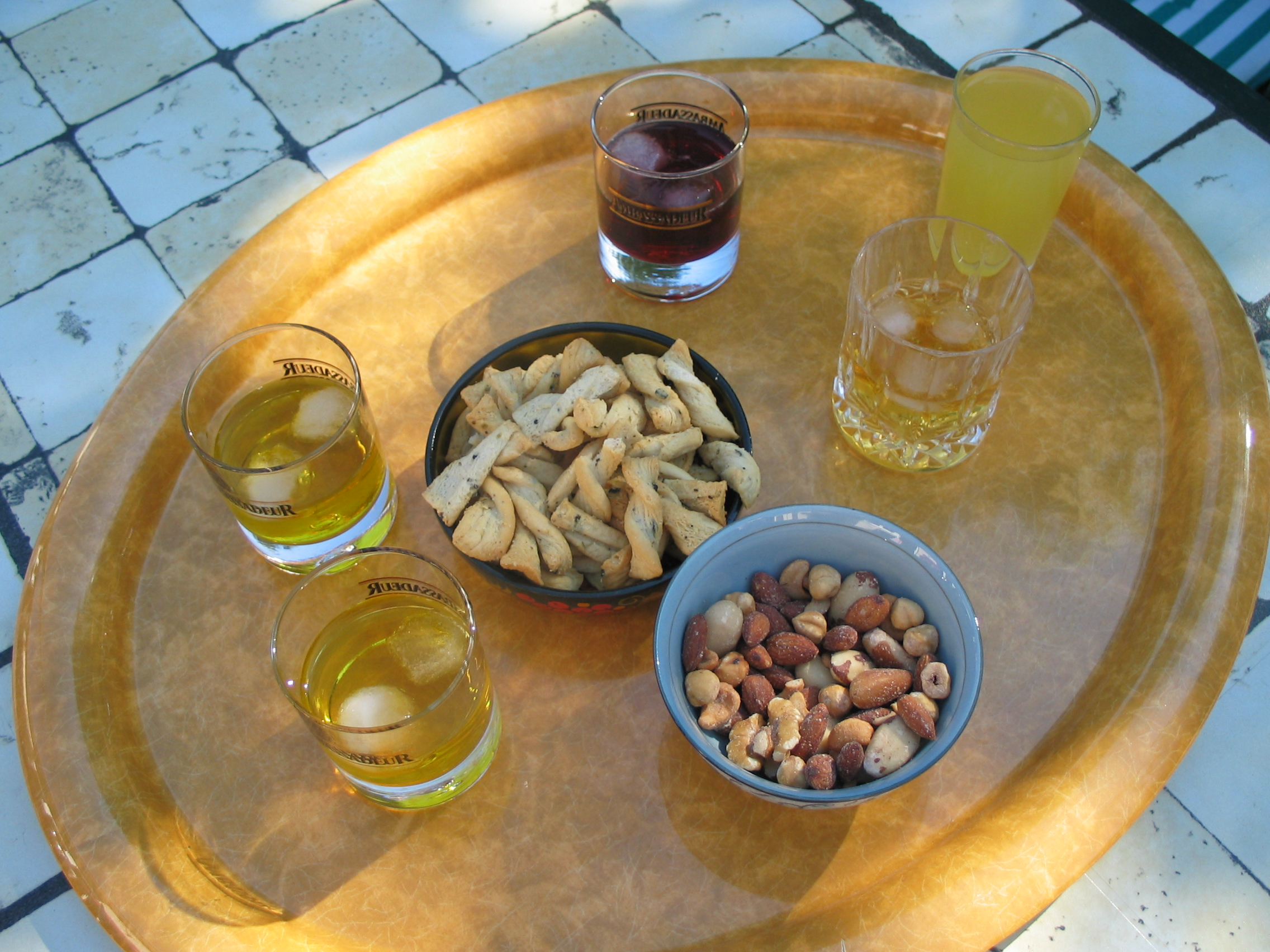
아페리티프

식전주의 개념은 1846년 프랑스 화학자인 요셉 듀보넷이 포도주의 개념으로 만들어낸 주스였던 듀보넷을 말라리아 퇴치 음료의 수단으로 만들면서 시작됐다. 그의 발명품이 좀 쓴맛이 났기 때문에 허브와 향신료를 첨가해 날카로운 맛을 조금 사그라들게끔 유도했다. 이 방법이 효과가 있었고 여전히 효과적인 방법으로 사용되고 있다. 프랑스 해외 연대 사병들도 이 음료를 통해 말라리아 퇴치를 유도 했으며 그의 아내가 너무 좋아한 나머지 그녀의 친구들에게 권하면서 그 인기가 더욱 퍼진 것으로 알려져 있다.
일부에서는 이렇게 약간의 알코올을 식사 전에 마시는 개념이 고대 이집트로 거슬러 올라가야 한다고 주장한다. 그러나 실제로 발견되는 문헌의 기록에서는 1786년 이탈리아의 투린에서 아페리티프, 즉 식전주가 안토니오 베네데토 카르파노가 베르무스를 처음으로 개발하면서 시작됐다고 본다. 이후에 베르무스는 주류회사인 마티니 사나 간시아, 신사노 사에서 생산돼 팔렸다.
이탈리아에서는 19세기부터 식전주가 흔했으며 로마, 나폴리, 투란, 베니스, 피렌체 등의 대다수 카페에서는 거의 제공되었다. 유럽 전역에서는 19세기 후반에 들어서 그 개념이 대중적으로 퍼졌다. 이 개념은 1900년 경부터 대서양을 건너 전파됐으며 미국에서도 널리 적용됐다.
스페인과 라틴 아메리카 국가들에서는 대개 타파스와 함께 식전주가 제공된다.

## 같이 보기
- 반주
- 식후주